# Vltava

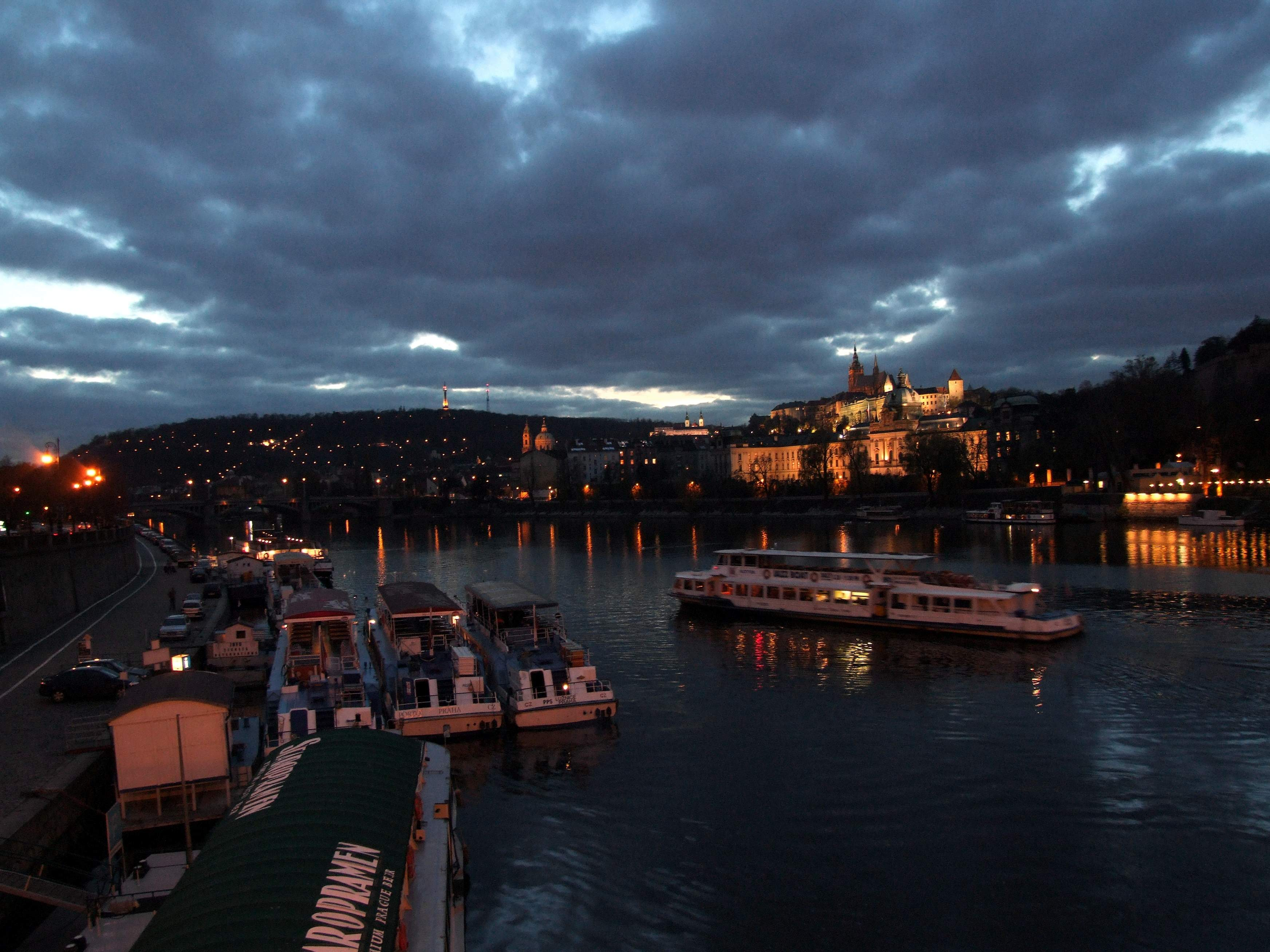
Praga banyada pel Vltava.

El Vltava [bəl'taβa] o Moldava (txec: Vltava; alemany: Moldau; polonès: Wełtawa) és el riu més llarg de la República Txeca. El seu curs transcorre cap al sud-est per la Selva de Bohèmia i després gira al nord i passa per Český Krumlov, České Budějovice i Praga, per ajuntar-se finalment a l'Elba a Mělník. Té una conca de 28.090 quilòmetres quadrats i a la confluència porta més aigua que l'Elba.
Es considera origen del riu la confluència del Teplá Vltava (Vltava calent), que és més llarg, amb el Studená Vltava (Vltava fred), que neix a Baviera (Alemanya) amb el nom de Kalte Moldau (Moldava fred) . Des d'aquell punt la longtud del Vltava és de 377km, però si es mesura des de les fonts del Tepla Vltava la longitud arriba a 430km. Des d'allà fins a l'Elba el riu baixa 1016m.
L'agost de 2002 una crescuda del Vltava s'emportà la vida de diverses persones i va causar nombrosos danys en tot el seu curs i va deixar molt malnès el Pont de Carles a Praga.
El compositor Txec Bedřich Smetana li dedicà un dels seus sis poemes simfònics, dins l'obra La meva pàtria (en txec: Má vlast). El poema Vltava va seguint musicalment el curs del riu.